# Abdallah (seriefigur)
Abdallah är en lurig och otroligt busig pojke i Tintin som alltid hittar på rackartyg och som tycker om att reta både Tintin och Kapten Haddock. Abdallah är alltid försedd med smällare och andra skämtartiklar som nyspulver, klipulver, vattenpistoler och annat. Han är son till Emir Muhammed Ben Kalish Ezab och det framgår att han inte gör livet lätt för sin far. Var mamman är vet ingen.
I Koks i lasten blir Abdallah skickad till Europa och Moulinsart då det råder oroligheter i hans hemland Khemed. För att komma undan Abdallahs bustrick följer Kapten Haddock med Tintin till Khemed, trots att han egentligen bara vill sitta hemma på slottet i lugn och ro.

## Verklig förebild
Abdallah har en verklig förebild. Faisal II av Irak, som var Iraks siste kung, var bara 3 år då han blev kung sedan hans far dog i bilolycka. Bilder på Faisal II är tagen när han var cirka 6 år gammal, och denna bild har inspirerat Hergé att ta fram en figur som han använde i Tintin. Abdallah har ett utseende som är mycket likt Faisal II:s. Abdallahs kläder är också identiska med dem som Faisal II har på en del foton.